# Интегрална йога
В ученията на Бенгалския философ и мъдрец от XX век, Шри Ауробиндо, Интегралната йога (или Пурна йога, което означава на санскрит „пълен, завършен“) е насочена към обединяването на всичките части на едно човешко същество с Божественото, и видоизменяването на всички нехармонични елементи в хармонично ниво на по-висшите планове на божественото съзнание и съществуване.
Интегралната йога не трябва да се бърка с търговската марка „Интегрална йога“ (Integral Yoga) на Свами Сатчиднанда.
Шри Ауробиндо поставя началото и дефинира интегралната йога в началото на 20 век като „път на интегрално търсене на божественото, което ние всички сме, чрез което да бъдем освободени от Незнанието и неговите небожествени образувания и същества, преминавайки отвъд Разума и истината, която на духовните нива е не само по-висша, но и динамична, и духовно себе-проявляваща се във вселената.“.
Той описва подхода и практиката на интегралната йога в произведението си „Синтез на йога“. Както сочи и заглавието на произведението, неговата интегрална йога е синтезирана йога, замислена да хармонизира пътищата на карма, джнана и бахкти йога, както е описано в Бхагавад Гита.
Може още да бъде определена като синтез между Веданта и Тантра, и дори като синтез между Източните и Западните пътища за духовност.

## Текстови източници
Теорията и практиката на интегралната йога са описани в няколко от творбите на Шри Ауробиндо. Неговата книга „Синтез на йога“, чиято първа версия излиза в изданието „Ариа“, като практически пътеводител, който покрива всички аспекти на интегралната йога. Допълнителен материал има в „Животът Божествен“ и в други трудове. След това, неговите писма до ученици, с въпроси и отговори, са събрани в няколко тома от „Писма върху йога“. Също така съществува и личен дневник на Шри Ауробиндо с личните му йогийски опитности, писани в периода между 1909 и 1927 г. и публикуван под името „Записки върху йога“.

## Няма окончателен метод
Докато Шри Ауробиндо и Майката (Мира Алфаса) учат, че себеотдаването на по-висшето съзнание е един от най-важните процеси в супраменталната йога, в същото време няма универсален окончателен метод за практикуващия йога, което се дължи на индивидуалните различия между отделните хора. И двамата оставят отворен въпроса за това как супраменталното съзнание действа и как ще се установи в земния живот.

## Целта на Интегралната Йога

### Интегрално развитие
Различните видове йога разглеждат и развиват само по един аспект от съществуването и имат само една-единствена цел – освобождение или трансценденталност. Но целта на интегралната йога е трансформацията на цялото съществуване. И затова различните елементи от строежа на човека – Физика, Витал, Ментал, Психика и Духовност и значението на тяхната трансформация са описани пълноценно в детайли от Шри Ауробиндо, който по този начин формулира цялата интегрална психология. Така че целта е трансформация на целия психо-физически човешки организъм.
„Процесът...приема нашата природа...и принуждава всичко да претърпи една божествена промяна... И в това непрестанно прогресиращо изживяване и процес, започваме да долавяме как тази по-нисша проява е структурирана и всичко това, което е вътре в нея, колкото и да изглежда деформирано или незначително, или без стойност, това е просто незавършения облик на някакъв елемент от божествената същност.“ – Шри Ауробиндо, Синтез на йога, 47стр.

### Реализацията на Свръхразум
Шри Ауробиндо определя настоящото ментално съзнание на човечеството като преходна фаза в земната еволюция към цивилизационен скок, преминавайки напред в по-напреднала или „супраментална“ опитност и капацитет.
Във връзка със свръхразума и разума Шри Ауробиндо пише,
‘Има едно безкрайно динамично Истинно-съзнание отвъд разума; това е, което наричаме свръхразум или гносис. Разума е и може да бъде търсач на истина, но не е самата истина или истинно съзнание, в присъщата си свойнственост; оригиналните му заложби са не на знание, а на незнание. '
Шри Ауробиндо определя свръхразума като все-организиращ и все-координиращ принцип на истинното-съзнание, което тайно е свързано с материалното творение и той вижда неговото появяване като следващата логическа и неизбежна стъпка в човешката еволюция.

## Опасности на Пътя
Шри Ауробиндо също разглежда в детайли няколко опасности, с които садхакът (практикуващият йога) може да се сблъска на духовния път.

### Междинната зона
Междинната зона сочи към опасни и подвеждащи междинни духовни и псевдодуховни райони, между обичайното съзнание на външното битие и истинската духовна реализация.

### Други опасности
Други опасности са така наречените „враждебни сили“ (hostile forces). За разлика от обичайните сили, които движат „обикновения“ човек – ментални, витални, физически – които могат да се нарекат „небожествени“ (тоест неозарени, които не са в контакт с божественото), враждебните сили са ясно изразено „антибожествени“. Тяхното предназначение е точно да предотвратят всяка божествена реализация, всеки опит за приближаване към божественото. Те са ловки и изключително съзнателни, знаят много добре слабите места на духовно устремения и атакуват точно там. Те връхлитат неочаквано и при атаката човек се чувства променен до неузнаваемост (например изключително разярен), менталът не вижда ясно... въобще, състояние в което човек контролира себе си много по-трудно. В глобален аспект работата на враждебните сили е да изкривят истината, да я „усучат“ по такъв начин, че тази истина да води в грешна посока. В селекцията от писма на Шри Оробиндо „Писма върху Йога“ (Letters on Yoga, volume II), книга втора, има специална секция относно враждебните сили. Също в книгата на Сатпрем „Щри Оробиндо или авантюрата на съзнанието“ (Издателство „Факел Експрес“) има секция, в която се описва природата, действието и предназначението на враждебните сили.

## Компоненти на интегралната йога
В интегралната психология на Шри Ауробиндо и в тази връзка, неговата метафизика и като цяло, космоса е описан от гледна точка на два главни типа „измерение“. Едното е възходящото измерение на физическата, виталната, менталната и по-висша реалности.
В същото време съществува серия от Външно битие, Вътрешно битие, и най-дълбокото, Душевното битие. Външна, Вътрешна и най-Вътрешна форма на битието, една „концетрична“ серия или йерархия, която съответства на „вертикалната“ йерархия на Физиката, Витала и Ментала. Всички тези нива и способности трябва да се трансформират чрез Интегрална йога.

### Способности („вертикални“ разделения)

#### Физика
В контраст с аскетичните видове йога, Физическото, във всичките му аспекти, тук не се отрича, а трябва да се трансформира и одухотвори чрез практиката на Интегралната Йога. Това означава, че е необходимо не само да се променят Физическите навици и съзнание, но също и да се слезе в Подсъзнанието, където лежат корените на много проблеми.

#### Витал
Виталът се отнася не само до жезнената енергия в човешкото тяло, но и до различните видове желания, емоции, импулси, предпочитания и антипатии, които твърдо са се установили в човешката мотивация и действия. В Интегралната йога е необходимо да се промени действието на витала и да се премахнат егоцентричните желания, за да стане полезен инструмент на йога.

#### Ментал
Менталната или мисловна способност като част от човека е концептуалния и познавателен ум. Чрез правилно отношение, разбиране и стремеж, умът може да се обърне към Божественото.

### Видове битиета („концентрични“ разделения)

#### Външно битие
Външното Битие се отнася до повърхностните и ограничени физически, витални и ментални равнища, които характеризират ежедневното ни съзнание и преживявания. Интегралната йога включва навлизане отвъд това повърхностно съзнание, в по-широкоспектърния вътрешен живот на Вътрешното Битие, което е по-отворено към духовна реализация.

#### Вътрешно битие
Вътрешното Битие включва вътрешните сфери или аспекти на физическото, виталното и менталното битие, то има по-голямо, по-фино, по-свободно съзнание от това на ежедневното съзнание, и неговата реализация е съществена за каквато и да е по-висша духовна реализация.

#### Душевно битие
В Интегралната Йога целта е движение навътре и разкриване на Душевното Битие, което може да доведе до трансформация на външната природа и същност. Тази трансформация на външния характер или его чрез душата се нарича Психолизация; това е една от трите необходими фази за така наречената Тройна трансформация, за осъществяване на Супраментално съзнание. Тази психическа трансформация е решаващото движение, което отключва този непрекъсващ прогрес в живота, в резултат на силата свързваща с вътрешния дух на човека или Божествената Същност.

## Тройна трансформация

### Въведение
Друг много важен процес в интегралната йога на Шри Ауробиндо е Тройната трансформация. Това се отнася до процеса, по време на който, действителността се трансформира в божественост. Описанието е в Божествен живот, 2-ра част, 25 гл. и в Писма върху Йога, 4-та част, раздел 1.
Първо е движението на духовната трансформация – психолизацията, насочена навътре, с която ученикът (садхак) влиза в контакт с вътрешния божествен принцип или Душевното Битие, и духовната трансформация.
Второто е Твореца, който играе ролята на Вътрешен Водач, който се осъществява през сърцето.
Подобна е и традиционната Ведантическа концепция, както и Будистката, както и видовете Причинни и Решаващи фази на духовното развитие в еволюционната философия на интегралния мислител Кен Уилбър.
За Шри Ауробиндо тези две фази са с еднаква важност и необходимост, тъй като и двете служат като необходими условия за осъществяване на третата, несравнено най-трудна като елемент за промяна в тройната трансформация, и тя е супраментализирането на цялото същество.
„...Човек трябва първо да достигне до Вътрешното Йогическо съзнание, което да замени обичайните гледни точки, присъщи дейности и мотиви в живота; човек трябва коренно да промени цялата настояща структура на своето същество. След това трябва да отидем още по-навътре, разкривайки завоалираната си душевна същност и нейната светлина, и под нейното одушетворено управничество, нашите вътрешни и външни части, променяйки същността на ума, същността на живота, същността на тялото и всичко, което е част от ментала, витала, физическа дейност, състояния и ходове към едно съзнателно оборудване на душата. След това или едновременно с това, трябва да одухотворим съществото си като цяло чрез спускането на божествена Светлина, Сила, Чистота, Познание, свобода и широта. Необходимо е да пропаднат ограниченията на личния ум, на живота и физическия план, егото постепенно да изчезне, и се навлезе в космическото съзнание, осъзнавайки себе-то, постигайки одухотворени и универсализирани ум и сърце, жизнена сила, физическо съзнание. И едва тогава преминаването в супраменталното съзнание започва да става възможно, и дори тогава има един доста стръмен склон, изкачвайки и преминавайки нивата и фазите, които всяка по отделно е много трудна за осъществяване.“ – Шри Ауробиндо, Синтез на Йога, 281 – 2

### Психолизация (Душевна трансформация)
Психолизацията е един от най-съществените етапи в интегралната йога. Както е описано в Животът божествен (книга II – глава 25), това се отнася до духовното движение „навътре“, така че човек да осъзнае душевното битие – душевната индивидуалност или Божествената Душа – в сърцевината на всяко същество, която да позволи трансформирането и на външното битие, както и да служи като духовен Водач в йогата.
Благодарение на тази душевна трансформация, садхакът може да избегне капаните на духовния път, като например междинната зона.
Трите централни духовни метода тук са Посвещаване, Движение към Дълбините (Концентрация) и Отдаване. Посвещаването е за да отвори Силата преди ангажирайки я в дейност. Движението към Дълбините (Концентрация) е движение в което се отдалечаваме от повърхностното съществуване, преминавайки в по-дълбокото, вътрешно съществуване. Отдаване означава предлагане на всичката работа и целия живот на Божествената Сила и Цел (Синтез на Йога Част I, II-III глава; Писма върху Йога том II стр.585 (3-то издание)) Свързвайки се с излъчването на божествената душа отвътре, садхакът се отдръпва от егото, неведението, ограничеността на външното битие.
Психолизацията може да служи като предпоставка за спиритуализация (еквивалент на „Просветление“), въпреки че не се следва някакъв ред. Така или иначе, и душевната и духовната трансформация са равносилно необходими за финалната фаза на Супраменталната трансформация.

### Спиритуализация (Духовна трансформация)
Като резултат от Душевната трансформация, светлина, мир, силата е притеглена да слезе в тялото, трансформирайки всичките му части – физика, витал и ментал. Това е Духовната трансформация или така наречената Спиритуализация, която се отнася до свалянето на по-обширно съзнание и съответно на по-обширна духовна трансформация.
Духовната трансформация, сама по себе си, така или иначе е недостатъчна за да се анулират капаните по духовния път, или да донесе Супраментализация. За това е необходима и душевната трансформация.

### Супраментализация (Супраментална трансформация)
Супраментализацията е най-висшият стадий в интегралната йога. Отнася се към свалянето на Супраменталното съзнание, в резултат на което се осъществява цялостна трансформация на съществото.
Супраменталната трансформация е финалната фаза на интегралната йога, която позволява раждането на нова индивидуалност изцяло съставена от супраментална сила. Такива индивидуалности ще бъдат предшествениците на новото истинно–съзнание, което ще е основата на супра–човечество. Всички аспекти на разделение и незнание на съзнанието във виталните и ментални нива ще бъдат преодоляни и заместени от единство на съзнанието на всеки план, и дори телесното тяло ще бъде трансформирано и обожествено. Ще се появи нов супраментален вид, който ще живее супраментален, гностически, божествен живот на земята. (Животът Божествен книга II, 27 – 28 гл.)